# Moritz Fürstenau
Moritz Ignaz Ludwig Carl Franz August Fürstenau (Dresden, 26 de juliol de 1824 - Dresden, 27 de març de 1889), fou un flautista i musicòleg alemany. El seu pare Anton (1792-1852) també fou un bon músic.
El 1842 succeí al seu pare en la Capella Reial de Dresden, el 1852 fou nomenat conservador de la col·lecció reial de música, i el 1856 professor de flauta del Conservatori de Dresden.
Com a historiador, es va fer un nom pels seus meritoris treballs:
- Beiträge zur Geschichte der Königlich sächsischen Musikalischen Kapelle (Dresden, 1849), * Zur Geschichte der Musik und des Theaters am Hof zu Dresden (dues parts, Dresden, 1862).

Altres escrits menors són: 
- Die Musikalischen Beschäftigungen Der Prinzessin Amalie, Herzogin zu Sachsen (Dresden 1874),
- Die Fabrikation musikalischer Instrumente im sächsischen Vogtland, amb Berthold (Leipzig, 1876) i Das Konservatorium für Musik in Dresden 1856-1881 (Dresden, 1881).